# Holland neokoloniál
A holland koloniál egy építészeti stílus Észak-Amerikában, amelynek tipikus jegye az épület hosszanti síkján végig húzódó íves manzárd tető. A „holland neokoloniál” a hasonló, ám modern, 20. század elején épült házak stílusának megnevezésére szolgál, ami a neokoloniál stílus egyik alkategóriája.

## Történelem

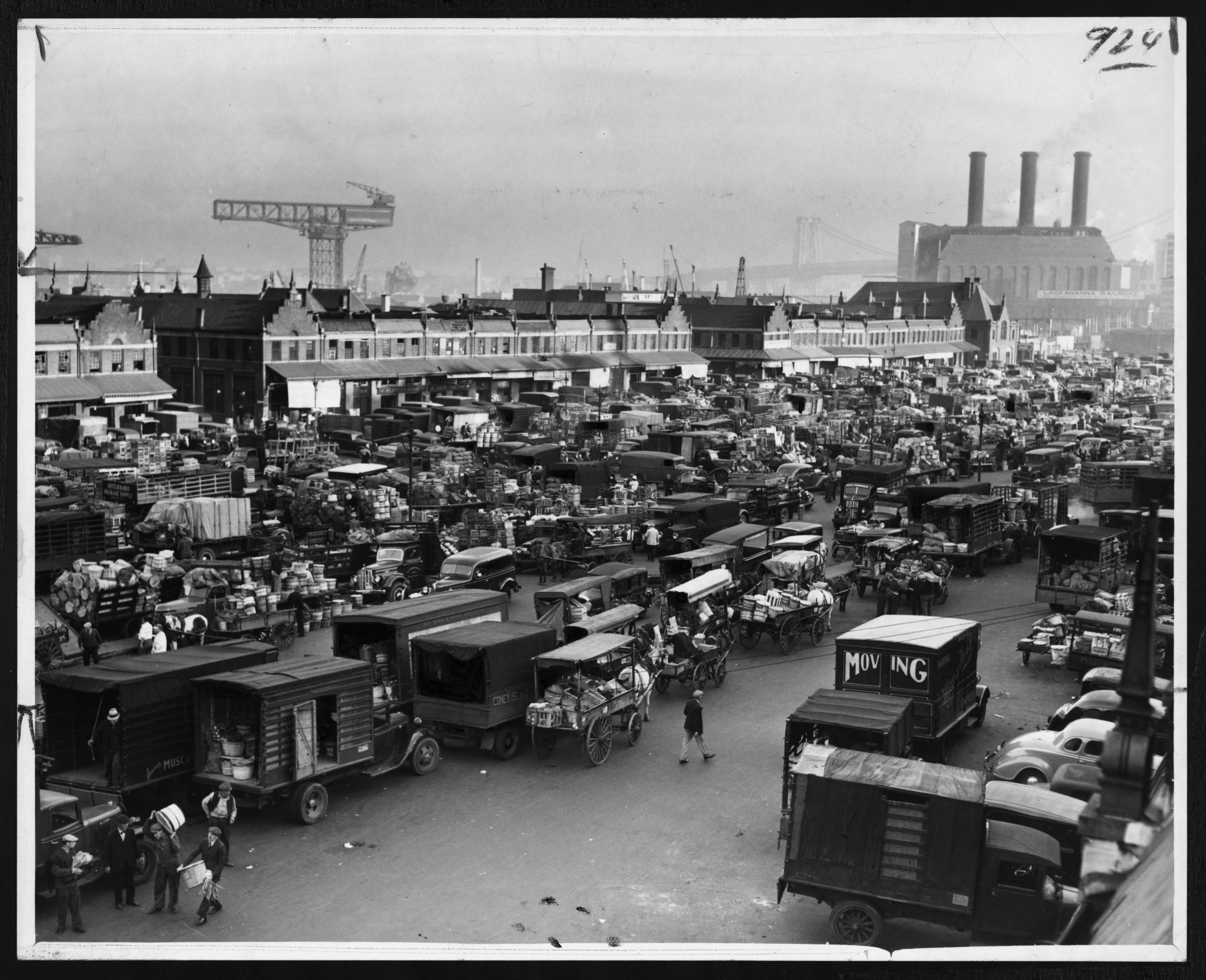
Wallabout Piac Brooklynban, William Tubby által tervezve holland koloniál stílusban 1894–1896.

A telepesek által épített korai házak gyakran egyszobásak voltak, melyeket mindegyik irányba bővítettek, gyakran tornáccal is a hosszanti oldalak mentén párosával. Általánosságban az épület falai kőből készültek, a kémény a ház egyik- vagy mindkét végén megtalálható volt. Közös volt a házakban, hogy dupla toló ablakok voltak bennük, kifelé nyíló zsalugáterek és a központos dupla holland ajtók.
New York, Delaware, New Jersey, és nyugat Connecticut holland kolóniáinak telepesei aszerint építették hasonló módon otthonaikat, hogy Európa melyik térségéből származtak. Néhány térség ezek közül Németalföld, Pfalz-vidék és Franciaország hugenotta vidékei.  Az amerikai szóhasználatban manapság a stílus megnevezés elsődlegesen az íves oromzatos manzárd tetős házakra van használva, ami csak részben tükrözi a holland építészeti stílus örökségét, ugyanis a New York-i holland alapítású közösségek stílusa olyan fejlődésen ment át, hogy például a Hudson völgyben már nem a tipikusnak mondott tető, sokkal inkább az épülethez felhasznált kizárólagos vagy kővel vegyített tégla használata sajátosan holland. 

## 20. századi visszatérésük

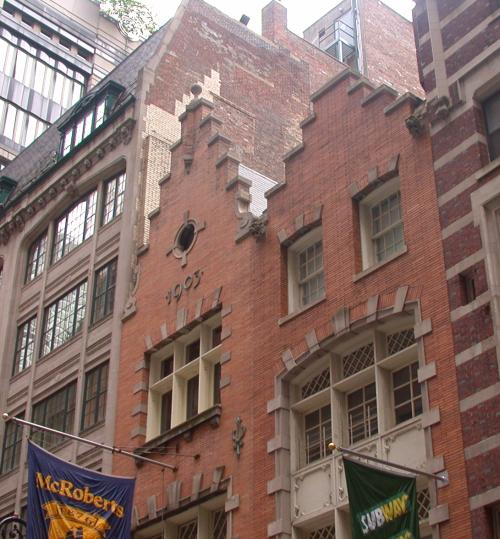
Korai 20. századi holland neokoloniál épület lépcsőzetes oromfallal a S William utcában Alsó Manhattanben emlékeztet a település holland gyökereire

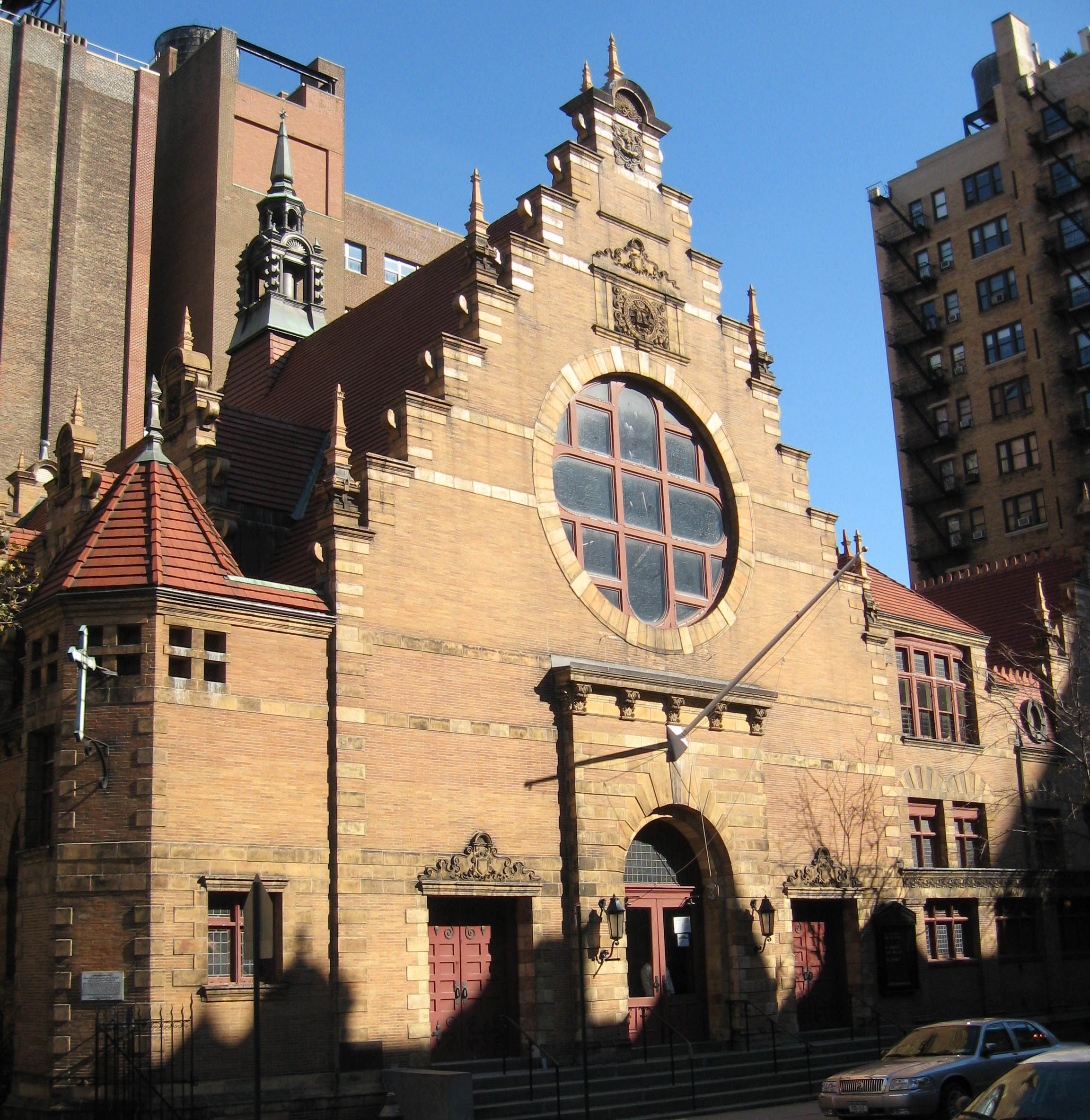
West End Káptalan-templom Nyugati 77. utcában

A 19. század kezdetén az amerikaiak romantikus módon kezdtek visszatekinteni a gyarmatosító múltra, ez a nosztalgia visszatükröződött az Egyesült Államok építészetében is.

## Galéria

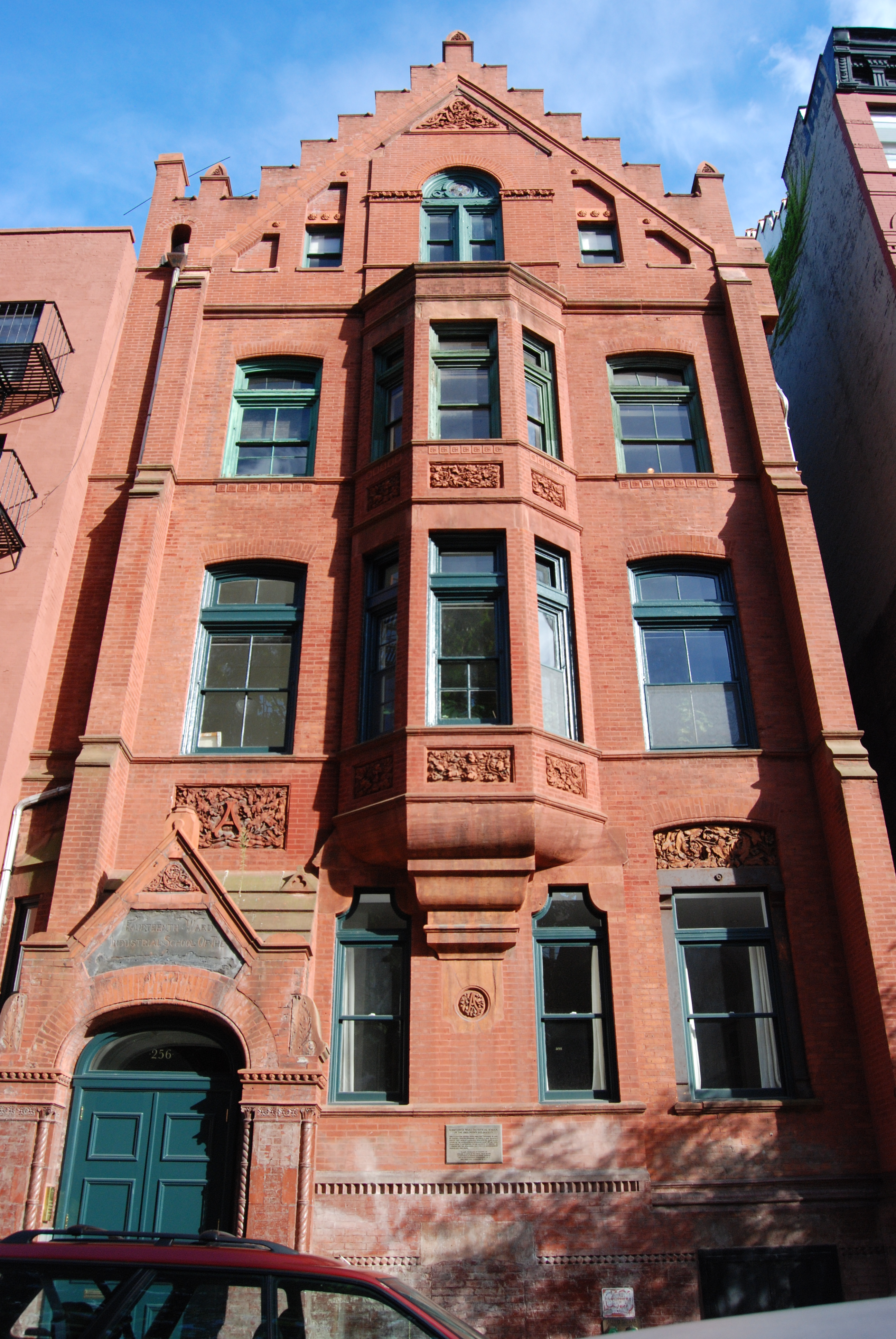
Children's Aid Society iskolája a Fourtheen Ward Industrial School a 256–258 Mott utcában New Yorkban, 1888–1889
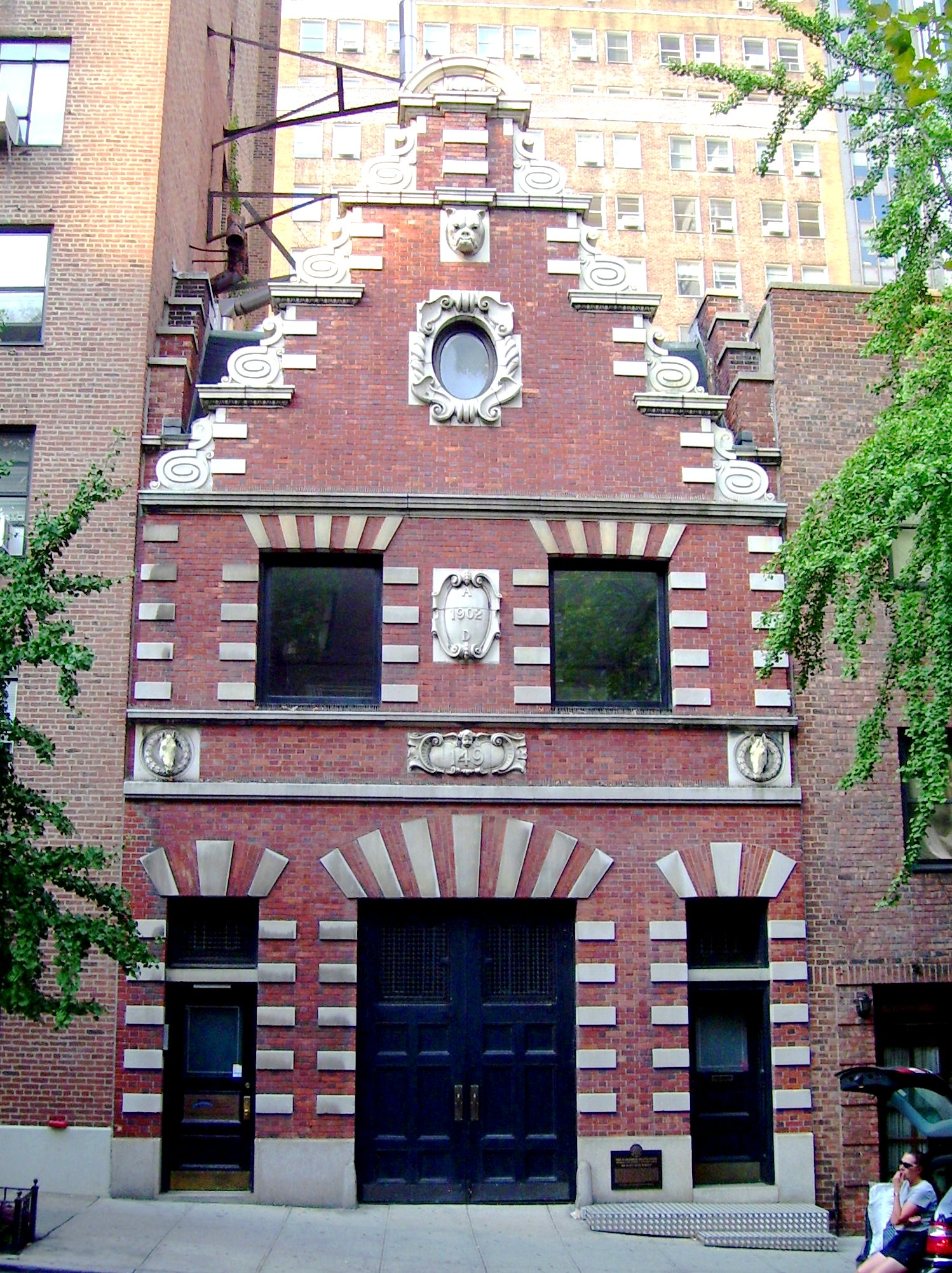
George S. Bowdoin Istálló a 149 Keleti 38. utcában New Yorkban, 1902
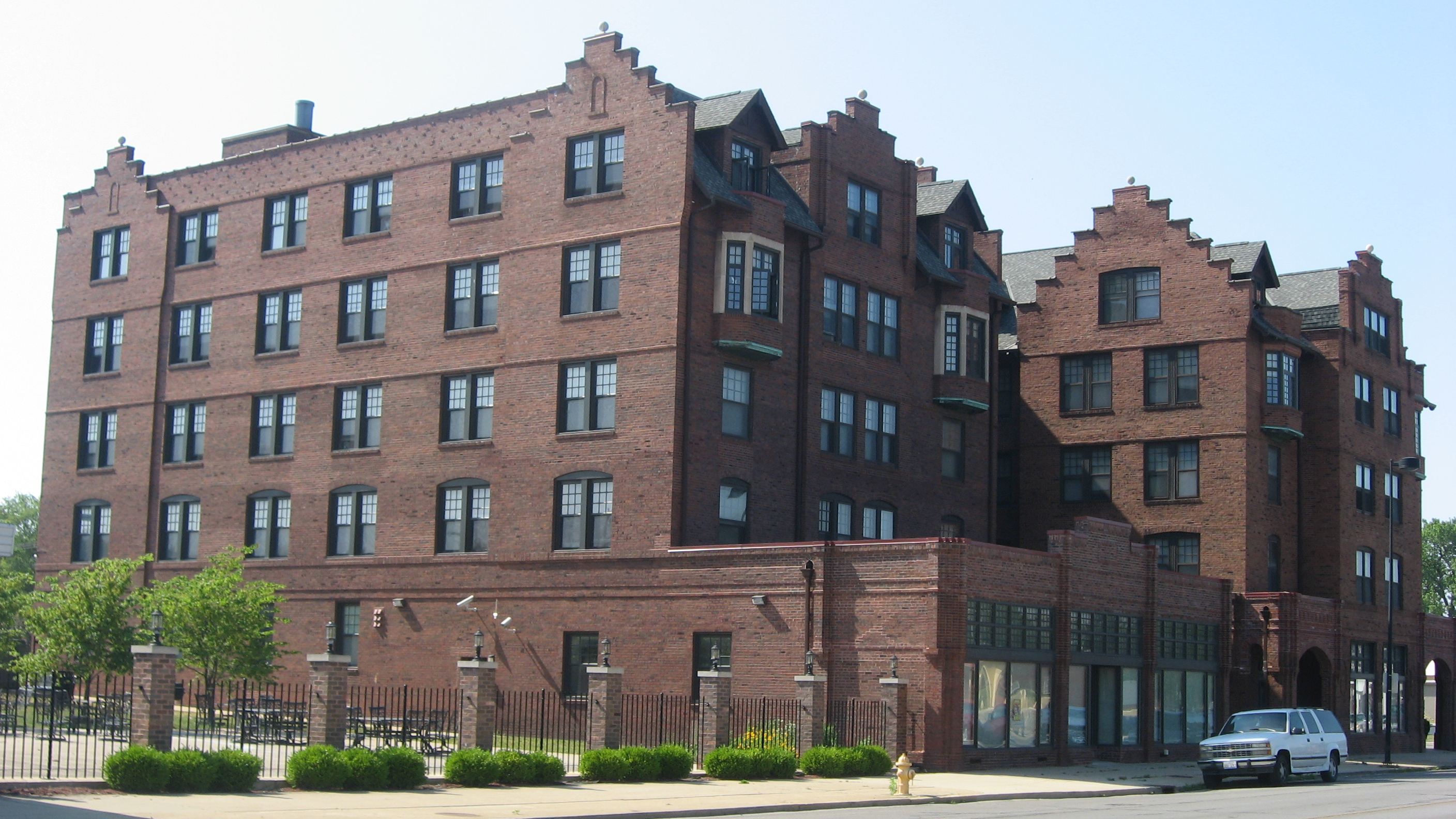
Holland Apartments, 324–326 N. Vermilion utca Danvilleben, Illinois államban, 1906
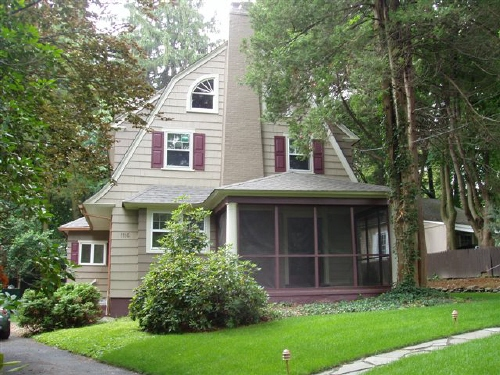
Ház  Plainfieldben, New Jersey államban
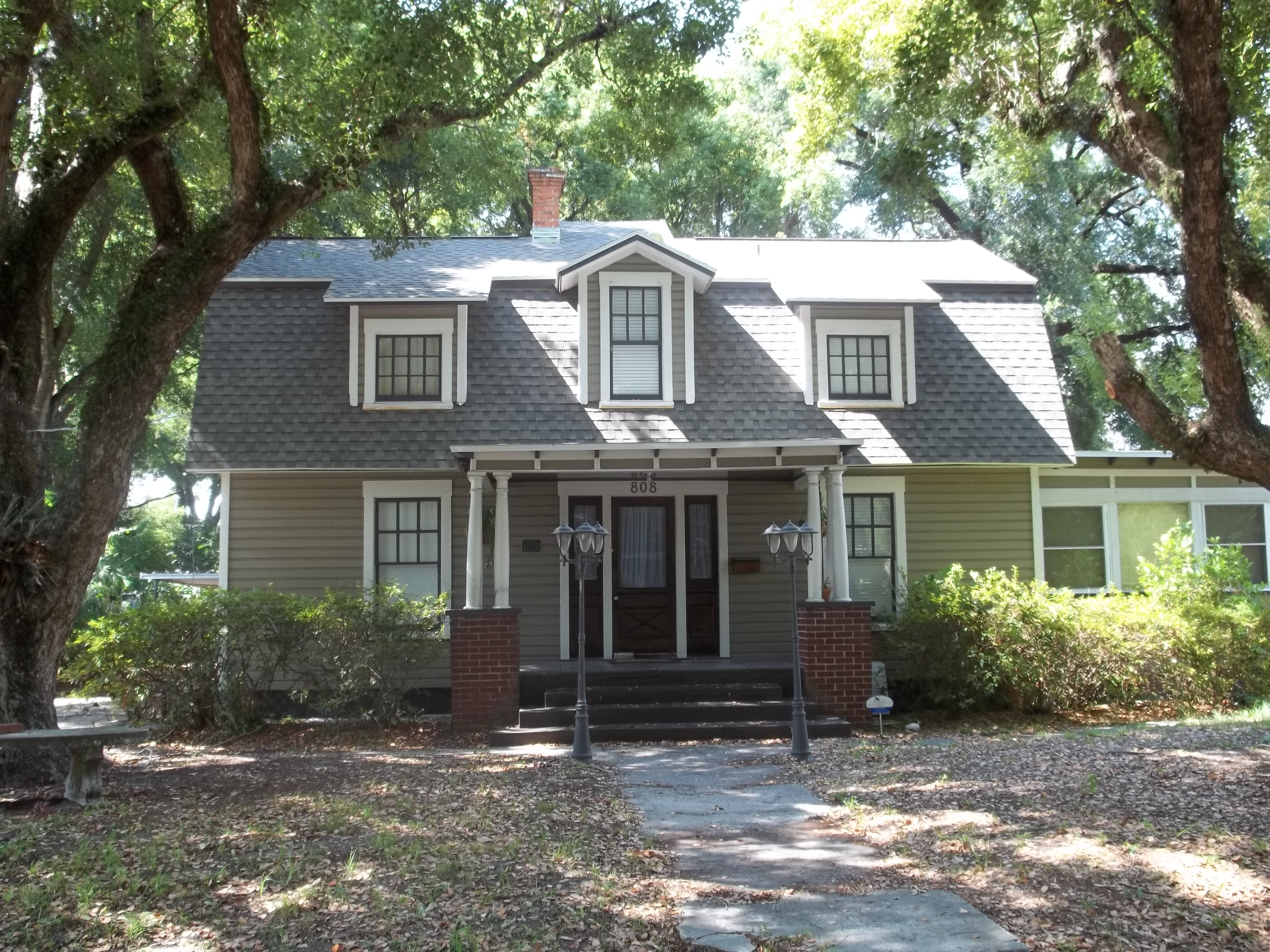
William E. Curtis Ház Tampa, Florida, 1905–1906
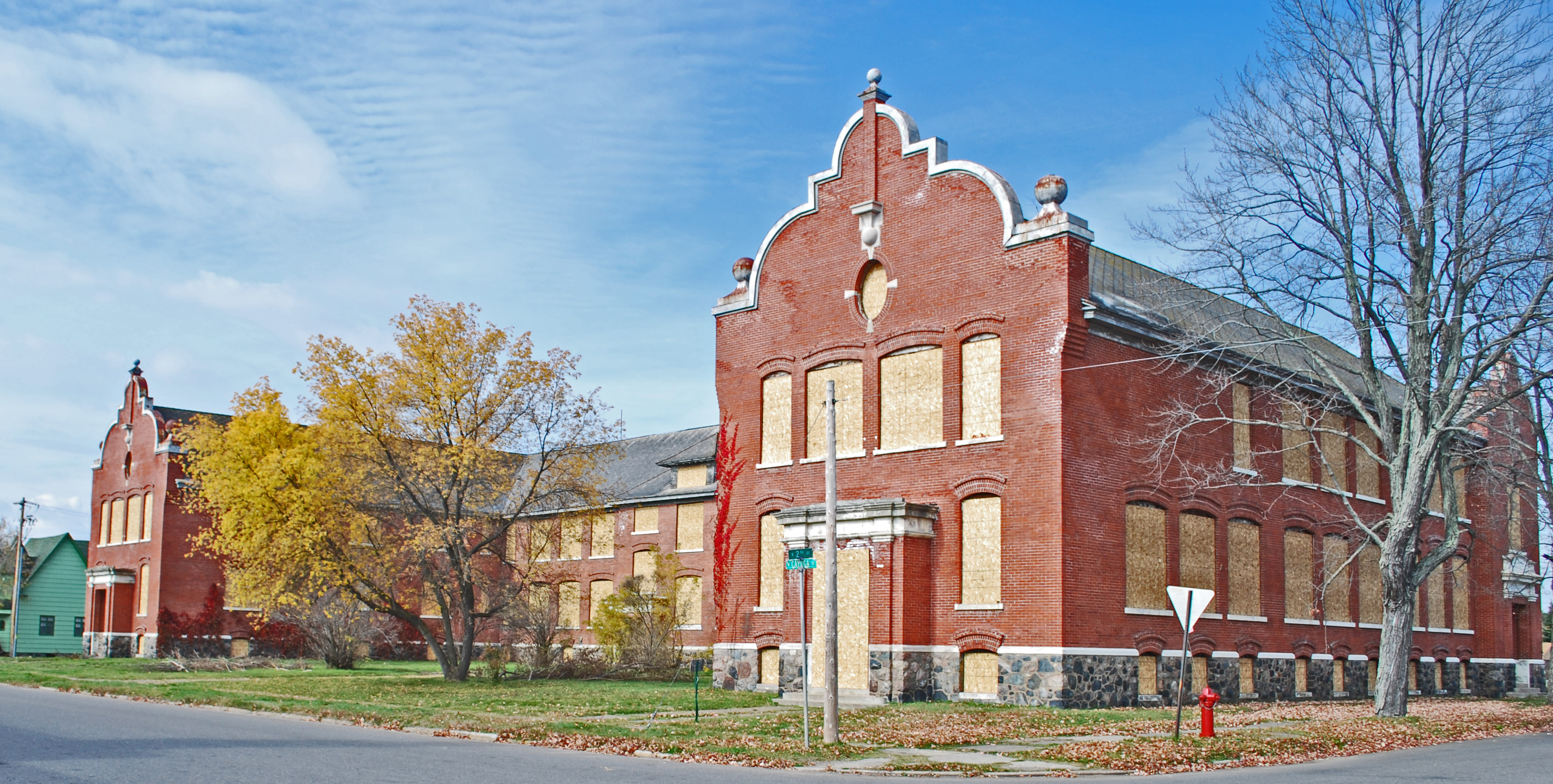
Central School Iron River, Michigan, 1911–1919

## Külső linkek
- Colonial Homes with Gambrel Roofs by Sarah E. Mitchell (including link to article regarding Dutch Colonial Revival)
- Dictionary.com Definition of Dutch Colonial
- Realtor.org Overview of Dutch Colonial style (includes perhaps erroneous reference to German origin of style)